# Crateri di Ganimede
Segue una lista dei crateri d'impatto presenti sulla superficie di Ganimede. La nomenclatura di Ganimede è regolata dall'Unione Astronomica Internazionale; la lista contiene solo formazioni esogeologiche ufficialmente riconosciute da tale istituzione.
I crateri di Ganimede portano i nomi di divinità ed eroi delle antiche popolazioni della Mezzaluna Fertile. Fanno eccezione i crateri Achelous, Erichthonius, Tros, Ilus e Laomedon dedicati rispettivamente ai due nonni, al padre, al fratello e a un nipote di Ganimede, nonché i crateri Dendera e Punt che erano stati inizialmente classificati come faculae e rispettano quindi la convenzione delle faculae di Ganimede.
Inoltre, si contano anche due casi di crateri inizialmente battezzati dall'IAU e la cui denominazione è stata poi abrogata ed un caso di denominazione provvisoria non ufficializzata.

## Prospetto
| Cratere      | Eponimo | Latitudine | Longitudine | Diametro |
| ------------ | --- | ---------- | ----------- | -------- |
| Achelous     | Acheloo - Divinità fluviale della mitologia greca, padre di Calliroe, la madre di Ganimede.                                                                      | 61,8° N    | 11,7° W     | 40 km    |
| Adad         | Adad - Dio della pioggia e della tempesta nella mitologia mesopotamica.                                                                                          | 57,5° N    | 358,1° W    | 39 km    |
| Adapa        | Adapa - Personaggio della mitologia mesopotamica, sacerdote e figlio del dio Enki.                                                                               | 73,1° N    | 31,3° W     | 56 km    |
| Agreus       | Agreo - Dio della caccia a Tiro. | 15,9° N    | 232,7° W    | 63 km    |
| Agrotes      | Agrotes - Divinità suprema a Biblo. | 60,9° N    | 192,5° W    | 74 km    |
| Aleyin       | Aleyin - Nella mitologia fenicia, spirito delle sorgenti, figlio di Baal.                                                                                        | 15,1° N    | 134,1° W    | 12,4 km  |
| Ammura       | Ammura - Nella mitologia fenicia, divinità dell'ovest. | 31,7° N    | 342,4° W    | 61,5 km  |
| Amon         | Amon - Re degli dei a Tebe. | 33,7° N    | 220,7° W    | 101,8 km |
| Amset        | Imseti - Nella mitologia egizia, uno dei quattro dei della morte, figlio di Horo.                                                                                | 14,4° S    | 178,8° W    | 10,9 km  |
| Anat         | Anat - Dea cananea della Terra, dell'amore, della fertilità e della guerra. Questo cratere è utilizzato per definire il meridiano fondamentale di Ganimede.      | 4,1° S     | 127,9° W    | 2,9 km   |
| Andjeti      | Andjeti - Nella mitologia egizia, divinità principale di Busirus.                                                                                                | 52,8° S    | 161,1° W    | 52,5 km  |
| Anhur        | Onuris - Nella mitologia egizia, divinità della caccia e della guerra.                                                                                           | 32,6° N    | 192,3° W    | 25 km    |
| Antum        | Antu - Nella mitologia sumera e accadica, moglie e sorellastra di An.                                                                                            | 5,1° N     | 218,9° W    | 14,7 km  |
| Anu          | An - Dio celeste della mitologia mesopotamica. | 65,2° N    | 344,3° W    | 55 km    |
| Anubis       | Anubi - Nella mitologia egizia, dio dalla testa di sciacallo, guardiano delle necropoli e del mondo dei morti.                                                   | 84,2° S    | 128,9° W    | 113,8 km |
| Anzu         | Anzû - Nella mitologia sumera e accadica, gigantesco uccello dalla testa leonina, guardiano del trono del santuario di Enlil.                                    | 63,5° N    | 62,5° W     | 205 km   |
| Apophis      | Apopi - Nella mitologia egizia, dio serpentiforme del buio e del caos.                                                                                           | 8° S       | 276° W      | 65 km    |
| Ashîma       | Ashîm - Divinità arabo-semita del destino. | 39,1° S    | 123° W      | 84,2 km  |
| Asshur       | Assur - Divinità della mitologia mesopotamica, dio principale dell'Assiria e patrono della città omonima.                                                        | 54,2° N    | 333,5° W    | 25,6 km  |
| Atra-hasis   | Atraḫasis - Il sommamente saggio che nei miti accadici sopravvisse al diluvio universale.                                                                        | 22,5° N    | 254,2° W    | 125 km   |
| Aya          | Aja - Nella mitologia mesopotamica, compagna di Šamaš. | 68,3° N    | 322,2° W    | 38 km    |
| Ba'al        | Baal - Nella mitologia fenicia, figura centrale della religiosità dell'antica Ugarit.                                                                            | 24,9° N    | 329,9° W    | 43,2 km  |
| Bau          | Bau - Nella mitologia sumera, dea della medicina e patrona di Lagash.                                                                                            | 23° N      | 48,7° W     | 80,2 km  |
| Bes          | Bes - Nella mitologia egizia, dio della casa, della fertilità, del matrimonio, guaritore e protettore del sonno.                                                 | 25,5° S    | 180,9° W    | 61 km    |
| Chrysor      | Chrysor - Nella mitologia fenicia, dio inventore della lenza, dell'amo e dell'esca, il primo a navigare a vela.                                                  | 15,3° N    | 134,3° W    | 6,9 km   |
| Cisti        | Cisti - Divinità iraniana della salute. | 31,7° S    | 64,2° W     | 69,6 km  |
| Damkina      | Damkina - Dea celeste nella mitologia babilonese, madre di Marduk in alcuni miti. Nota anche come Aruru, Ki o Ninhursag.                                         | 30° S      | 5° W        | 180 km   |
| Danel        | Danel - Eroe protagonista del poema in ugaritico Aqhat, abile divinatore.                                                                                        | 4,3° S     | 21,3° W     | 55,2 km  |
| Dendera      | Dendera - Città dove sorgeva il principale tempio di Hathor. Prima del 2000 era classificato come facula.                                                        | 1,2° S     | 255,4° W    | 82,2 km  |
| Diment       | Diment - Nella mitologia egizia, dea delle necropoli. | 23,1° N    | 351,8° W    | 40,4 km  |
| Ea           | Ea - Corrispondente accadico del sumero Enki. Nella mitologia mesopotamica, dio delle acque dolci, della sapienza, protettore dei riti e dei sacerdoti.          | 17,7° N    | 148,7° W    | 19,1 km  |
| El           | El - Dio del pantheon dell'area semitica siro-palestinese e mesopotamica, spesso presentato con caratteristiche di dio supremo.                                  | 1° N       | 151,4° W    | 54,3 km  |
| Enkidu       | Enkidu - Personaggio della mitologia sumera, amico di Gilgameš.                                                                                                  | 26,6° S    | 325,2° W    | 121,1 km |
| Enlil        | Enlil - Dio dei fenomeni atmosferici nella mitologia mesopotamica.                                                                                               | 55,3° N    | 312,2° W    | 34,4 km  |
| En-zu        | En-zu - Dio della Luna nella mitologia mesopotamica. Noto anche come Nanna o Sin.                                                                                | 11,6° N    | 168,4° W    | 5 km     |
| Epigeus      | Epigeo (mitologia fenicia) - Divinità fenicia. | 23,4° N    | 180,6° W    | 343 km   |
| Erichthonius | Erittonio - Nella mitologia greca, re di Dardania, padre di Troo, il padre di Ganimede.                                                                          | 15,3° S    | 175,3° W    | 30,5 km  |
| Eshmun       | Eshmun - Nume tutelare della città fenicia di Sidone. | 17,4° S    | 192,1° W    | 96,5 km  |
| Etana        | Etana di Kish - Tredicesimo mitico lugal della prima dinastia di Kish.                                                                                           | 74,7° N    | 340,5° W    | 44,5 km  |
| Gad          | Gad - Divinità semita della fortuna. | 13,6° S    | 137,6° W    | 72,1 km  |
| Geb          | Geb - Dio della terra nella mitologia egizia. | 56,3° N    | 182,6° W    | 60 km    |
| Geinos       | Geinos - Divinità di Tiro, inventore del mattone. | 18,6° N    | 219,4° W    | 58 km    |
| Gilgamesh    | Gilgameš - Mitico re dei Sumeri, protagonista del poema Epopea di Gilgameš.                                                                                      | 62,8° S    | 125° W      | 153 km   |
| Gir          | Gir - Divinità del caldo estivo, nella mitologia sumera. | 34° N      | 145,7° W    | 73,2 km  |
| Gula         | Gula - Dio della salute, nella mitologia mesopotamica. | 64,1° N    | 12,3° W     | 38 km    |
| Gushkin      | Gushkin - Divinità protettrice degli orafi, nella mitologia sumera.                                                                                              | 20,75° N   | 45,98° W    | 40,5 km  |
| Halieus      | Halieus - Divinità dei pescatori a Tiro. | 34,3° N    | 167,1° W    | 91,6 km  |
| Hapi         | Hapy - Nella mitologia egizia, dio della fecondità dell'inondazione del fiume Nilo.                                                                              | 30,6° S    | 212,6° W    | 98,5 km  |
| Harakhtes    | Harakhti - Nella mitologia egizia, Horo dell'orizzonte, fu una delle numerose rappresentazioni del dio solare Ra.                                                | 35,9° N    | 100,2° W    | 108 km   |
| Haroeris     | Haroeris - Nella mitologia egizia, la più importante forma sincretica del dio Horo.                                                                              | 28,5° N    | 296,8° W    | 70 km    |
| Hathor       | Hathor - Nella mitologia egizia, dea dell'amore e della gioia, dea madre universale.                                                                             | 66,9° S    | 268,6° W    | 173 km   |
| Hay-tau      | Hay-tau - Nella mitologia dei Nega, spirito della vegetazione delle foreste.                                                                                     | 14,5° N    | 133,1° W    | 26,9 km  |
| Hedetet      | Hedetet - Nella mitologia egizia, dea scorpione figlia di Ra. | 33° S      | 251,1° W    | 102,3 km |
| Hershef      | Hershef - Nella mitologia egizia, dio dalla testa di ariete. | 47,3° N    | 269,5° W    | 117,9 km |
| Humbaba      | Ḫumbaba - Nella mitologia babilonese, mitologico guardiano della Foresta dei Cedri.                                                                              | 55,2° S    | 67,3° W     | 35 km    |
| Ilah         | Ilah - Dio sumero del cielo. | 21,9° N    | 160,6° W    | 79,6 km  |
| Ilus         | Ilo - Fratello di Ganimede. | 13,4° S    | 110,3° W    | 90 km    |
| Irkalla      | Irkalla - Nella mitologia sumera, dea degli inferi. Nota anche come Ereshkigal.                                                                                  | 32,6° S    | 114,7° W    | 116,2 km |
| Ishkur       | Ishkur - Corrispondente sumero dell'accadico Adad. Nella mitologia mesopotamica, dio della pioggia e della tempesta.                                             | 0,3° N     | 8,4° W      | 67,6 km  |
| Isimu        | Isimu - Nella mitologia sumera, dio della vegetazione. | 8,4° N     | 360° W      | 89,5 km  |
| Isis         | Iside - Nella mitologia egizia, dea della maternità e della fertilità.                                                                                           | 67,3° S    | 201,1° W    | 75,3 km  |
| Kadi         | Kadi - Nella mitologia babilonese, dea della giustizia. | 47,7° N    | 178,5° W    | 86,7 km  |
| Khensu       | Khensu - Nella mitologia egizia, dio della Luna e dell'aria. Noto anche come Khonsu.                                                                             | 1° N       | 152,9° W    | 14,2 km  |
| Khepri       | Khepri - Nella mitologia egizia, dio della trasformazione. | 20,4° N    | 147,6° W    | 47,1 km  |
| Khonsu       | Khonsu - Nella mitologia egizia, dio della Luna e dell'aria. Noto anche come Khensu.                                                                             | 37,5° S    | 190,8° W    | 80 km    |
| Khumbam      | Khumbam - Dio creatore nella mitologia elamita. | 24,1° S    | 335,4° W    | 56,9 km  |
| Kingu        | Kingu - Nella mitologia mesopotamica, figlio di Tiāmat, giustiziato per essersi ribellato a Enki, dal suo sangue mescolato ad argilla vennero creati gli uomini. | 34,8° S    | 227,1° W    | 78 km    |
| Kishar       | Kišar - Nella mitologia assiro-babilonese, dea della terra. | 72,6° N    | 349,7° W    | 79 km    |
| Kittu        | Kittu - Nella mitologia assiro-babilonese, dea della giustizia.                                                                                                  | 0,4° N     | 334,6° W    | 15 km    |
| Kulla        | Kulla - Nella mitologia sumera, dio inventore del mattone. | 33,3° N    | 113,8° W    | 92,4 km  |
| Lagamal      | Lagamal - Nella mitologia babilonese, divinità figlia di Ea. | 64,4° N    | 244,8° W    | 131 km   |
| Laomedon     | Laomedonte - Nella mitologia greca, re di Troia e nipote di Ganimede.                                                                                            | 20,9° N    | 77,9° W     | 64 km    |
| Latpon       | Latpon - Dio della saggezza, figlio di El. | 58,8° N    | 171,2° W    | 42 km    |
| Lugalmeslam  | Lugalmeslam - Nella mitologia sumera, dio degli inferi. | 23,8° N    | 193,8° W    | 65,1 km  |
| Lumha        | Lumha - Denominazione di Enki come patrono dei cantanti. | 36° N      | 154,3° W    | 57,8 km  |
| Maa          | Maa - Nella mitologia sumera, dio della vista. | 1,3° N     | 203,6° W    | 31,7 km  |
| Mehit        | Mehit - Nella mitologia egizia, dea dalla testa leonina moglie di Onuris.                                                                                        | 29° N      | 164,4° W    | 47,2 km  |
| Melkart      | Melqart - Nume tutelare della città fenicia di Tiro. | 9,9° S     | 186,2° W    | 105 km   |
| Menhit       | Menhit - Nella mitologia egizia, dea guerriera di origine straniera.                                                                                             | 36,5° S    | 140,5° W    | 140 km   |
| Min          | Min - Nella mitologia egizia, dio della fertilità. | 29,2° N    | 1,2° W      | 33,1 km  |
| Mir          | Mir - Dio dei venti per i Semiti occidentali. | 3,3° S     | 230,3° W    | 8 km     |
| Misharu      | Misharu - Nella assiro-babilonese, dio della legge. | 4,4° S     | 335,9° W    | 88 km    |
| Mont         | Montu - Nella mitologia egizia, dio guerriero. | 44,6° N    | 311,9° W    | 15 km    |
| Mor          | Mor - Spirito del raccolto per i fenici. | 30,5° N    | 327,4° W    | 41,3 km  |
| Mot          | Mot - SpiritO del raccolto, figlio di El. | 9,9° N     | 165,9° W    | 23,3 km  |
| Mush         | Mush - Divinità sumera, metà uomo, metà serpente. | 15,1° S    | 114,8° W    | 99,3 km  |
| Nabu         | Nabu - Nella mitologia babilonese, dio delle saggezza e della scrittura.                                                                                         | 45,4° S    | 1,2° W      | 40 km    |
| Nah-Hunte    | Nah-Hunte - Dio elamita della luce e della giustizia. | 17,8° S    | 85,2° W     | 49,4 km  |
| Namtar       | Namtar - Dèmone malvagio della mitologia babilonese. | 58,3° S    | 340,8° W    | 49,2 km  |
| Nanna        | Nanna - Corrispondente sumero dell'accadico Sin. Nella mitologia mesopotamica, dio protettore del ciclo lunare e degli elementi naturali connessi.               | 17,6° S    | 241,9° W    | 56 km    |
| Nefertum     | Nefertum - Nella mitologia egizia, personificazione del loto azzurro primordiale dal quale uscì il Sole, figlio di Ptah.                                         | 44,3° N    | 321,1° W    | 28,7 km  |
| Neheh        | Neheh - Nella mitologia egizia, dio dell'eternità. | 72,1° N    | 62,5° W     | 54 km    |
| Neith        | Neith - Nella mitologia egizia, dea della caccia e della guerra, patrona di Sais.                                                                                | 29,4° N    | 7° W        | 87,6 km  |
| Nergal       | Nergal - Nella mitologia sumera, dio degli inferi, compagno di Ereshkigal.                                                                                       | 38,6° N    | 200,3° W    | 9,6 km   |
| Nidaba       | Nidaba - Nella mitologia sumera, dea della saggezza, della scrittura e della letteratura.                                                                        | 17,7° N    | 123,2° W    | 199,4 km |
| Nigirsu      | Nigirsu - Nella mitologia assiro-babilonese, dio della guerra.                                                                                                   | 58,2° S    | 320,5° W    | 53,3 km  |
| Ningishzida  | Ningishzida - Nella mitologia sumera, dio della vegetazione. | 14,1° N    | 189,8° W    | 32 km    |
| Ninkasi      | Ninkasi - Nella mitologia sumera, dea della birra. | 59,2° N    | 48,7° W     | 81 km    |
| Ninki        | Ninki - Nella mitologia mesopotamica, sposa di Enki. | 8,2° S     | 120,5° W    | 194,2 km |
| Ninlil       | Ninlil - Nella mitologia sumera, dea dell'aria, sposa di Enlil.                                                                                                  | 6,2° N     | 118,3° W    | 90,8 km  |
| Ninsum       | Ninsum - Nella mitologia babilonese, divinità minore della saggezza, madre di Gilgameš.                                                                          | 14,5° S    | 140,6° W    | 88,2 km  |
| Nut          | Nut - Nella mitologia egizia, dea del cielo e della nascita. | 54,3° S    | 269,3° W    | 93 km    |
| Ombos        | Kôm Ombo - Città centro del culto di Sobek. Prima del 2013 era classificato come facula.                                                                         | 4,75° N    | 236,16° W   | 177 km   |
| Osiris       | Osiride - Nella mitologia egizia, dio della morte e dell'oltretomba.                                                                                             | 38,1° S    | 166,4° W    | 107,7 km |
| Ptah         | Ptah - Nella mitologia egizia, dio creatore, demiurgo della città di Menfi, patrono degli artigiani e degli architetti.                                          | 65,9° S    | 217° W      | 30,2 km  |
| Punt         | Punt - Regione ove nacque il culto di Bes. Prima del 1997 era classificato come facula.                                                                          | 24,9° S    | 239,9° W    | 135 km   |
| Ruti         | Ruti - Patrono di Biblo. | 13,2° N    | 308,6° W    | 16 km    |
| Saltu        | Saltu - Nella mitologia babilonese, dea della discordia e dell'ostilità.                                                                                         | 14,2° S    | 352,7° W    | 40 km    |
| Sapas        | Shapash - Nella mitologia assiro-babilonese, dea del sole, detta Torcia degli dei.                                                                               | 57,4° N    | 33,9° W     | 56 km    |
| Sati         | Satet - Nella mitologia egizia, divinità protettrice delle acque del Nilo, sposa di Khnum.                                                                       | 30,9° N    | 12,8° W     | 94,7 km  |
| Sebek        | Sobek - Nella mitologia egizia, dio delle acque e delle inondazioni del Nilo.                                                                                    | 61,2° N    | 356,9° W    | 65 km    |
| Seima        | Seima - Dea madre nella mitologia aramea. | 17,1° N    | 215,9° W    | 38 km    |
| Seker        | Sokar - Nella mitologia egizia, dio della necropoli di Menfi. | 39,2° S    | 345,5° W    | 103,4 km |
| Selket       | Selkis - Nella mitologia egizia, dea scorpione della magia, dea funeraria posta a protezione del canopo degli intestini dei defunti.                             | 15° N      | 105,8° W    | 172,3 km |
| Serapis      | Serapide - Divinità sincretica greco-egizia. | 12,5° S    | 44,1° W     | 169,3 km |
| Shu          | Shu - Nella mitologia egizia, dio dell'aria. | 43,2° N    | 356,8° W    | 44,1 km  |
| Sin          | Sin - Corrispondente accadico del sumero Nanna. Nella mitologia mesopotamica, dio protettore del ciclo lunare e degli elementi naturali connessi.                | 52,9° N    | 357,5° W    | 19 km    |
| Tammuz       | Tammuz - Corrispondente babilonese del sumero Dumuzi. Nella mitologia mesopotamica, dio della vegetazione.                                                       | 13,4° N    | 230,6° W    | 51 km    |
| Tanit        | Tanit - Dea patrona di Cartagine, consorte di Baal. | 57,5° N    | 36,6° W     | 26 km    |
| Tashmetum    | Tashmetum - Nella mitologia babilonese, dea delle saggezza e della scrittura, sposa di Nabu.                                                                     | 39,7° S    | 264,5° W    | 135 km   |
| Ta-urt       | Tueret - Nella mitologia egizia, divinità con le fattezze di una ippopotamo gravida, protettrice delle donne incinte e dei bambini.                              | 27,6° N    | 304,1° W    | 94,4 km  |
| Teshub       | Teshub - Dio urrita del cielo e della tempesta. | 68,5° S    | 279,6° W    | 188 km   |
| Thoth        | Thot - Nella mitologia egizia, dio della luna, sapienza, scrittura, magia, misura del tempo, matematica e geometria.                                             | 43,3° S    | 147,2° W    | 102,5 km |
| Tros         | Troo - Padre di Ganimede. | 11,1° N    | 27,3° W     | 93,9 km  |
| Upuant       | Upuant - Nella mitologia egizia, dio guerriero dalla testa di sciacallo.                                                                                         | 46,4° N    | 319,5° W    | 16,5 km  |
| We-ila       | We-ila - Nella mitologia accadica, il dio che creò Atraḫasis. | 12,4° S    | 290,3° W    | 36,3 km  |
| Wepwawet     | Upuaut - Nella mitologia egizia, dio lupo della morte e della guerra.                                                                                            | 69,9° S    | 59,8° W     | 87 km    |
| Zakar        | Zakar - Divinità suprema per gli Assiri. | 31,2° N    | 333,7° W    | 170 km   |
| Zaqar        | Zaqar - Nella mitologia mesopotamica, messaggero di Sin. | 58,2° N    | 37,3° W     | 33 km    |

## Nomenclatura abolita
| Cratere | Eponimo                                                       | Latitudine | Longitudine | Diametro | Motivazione |
| ------- | ------------------------------------------------------------- | ---------- | ----------- | -------- | --- |
| Keret   | Keret - Mitico fondatore di Hubur.                            | 16° N      | 35,2° W     | 36 km    | Identificato nel 1979, venne successivamente abolito quando furono disponibili immagini di maggior dettaglio in cui non fu più riconosciuto.         |
| Wadjet  | Uadjet - Nella mitologia egizia, dea dalle fattezze di cobra. | 53,8° S    | 268,9° W    | 100 km   | Inizialmente ritenuto una caratteristica indipendente, nel 2000, venne riconosciuto in immagine di maggior dettaglio essere il già noto cratere Nut. |

## Nomenclatura non approvata
| Cratere | Eponimo | Latitudine | Longitudine | Diametro | Motivazione |
| ------- | --- | ---------- | ----------- | -------- | --- |
| Khnum   | Khnum - Nella mitologia egizia, dio protettore delle sorgenti del Nilo e della potenza creatrice delle inondazioni. | 17,8° S    | 85,2° W     | 45 km    | Il nome proposto come denominazione provvisoria, non fu approvato per evitare ambiguità con la Khnum Catena; si scelse la denominazione Nah-Hunte. |